# Liceo scientifico statale Orso Mario Corbino
Il liceo scientifico e delle scienze umane Orso Mario Corbino è il più antico liceo della provincia di Siracusa.

## Architettura
La sede centrale è in viale Armando Diaz, nell'angolo del viale Regina Margherita, in un edificio risalente all'epoca fascista.

## Sedi
Le attività didattiche si svolgono nella sede centrale e in una succursale.

## Indirizzi di studi
Nel liceo si sviluppano diversi indirizzi di studi che portano al conseguimento del diploma di maturità e precisamente:
- corso liceo scientifico di ordinamento
- corso liceo scientifico opzione scienze applicate